# Слідами малої святої
«Слідами малої святої» — популярний український католицький часопис. 
Виходив з 1948, спершу як квартальник у Буа-Коломбі (Франція), з 1952 в Едмонтоні (Канада), з 1966 знов у Франції (в Ам'єні) з додатком сторінок для дітей «Вервиця дітей».
Редактори — отець С. Сапрун, з 1952 отець Ю. Прокопів.